# Fronteras de España

Zona económica exclusiva de España.

Las fronteras de España son las que siguen.

## Fronteras por países

### Frontera con Portugal
La frontera con Portugal es la de mayor longitud que tiene España con otro país. Se extiende al suroeste del país y la recorre de norte a sur. No en vano la Península ibérica es compartida por ambos países. Son un total de 1292 km (63,58 % del total), que transcurren por las comunidades autónomas (de norte a sur) de Galicia (Pontevedra y Orense), Castilla y León (Zamora y Salamanca), Extremadura (Cáceres y Badajoz) y Andalucía (Huelva). 
La frontera se extiende desde la desembocadura del río Miño hasta la desembocadura del río Guadiana. A lo largo del recorrido de la frontera muchos cauces de ríos de la península ibérica y afluentes de estos actúan de frontera natural entre ambos países, como son los ríos Miño, Duero, Tajo y Guadiana.
Popularmente se le conoce con el nombre de La raya (frontera).

### Frontera con Francia

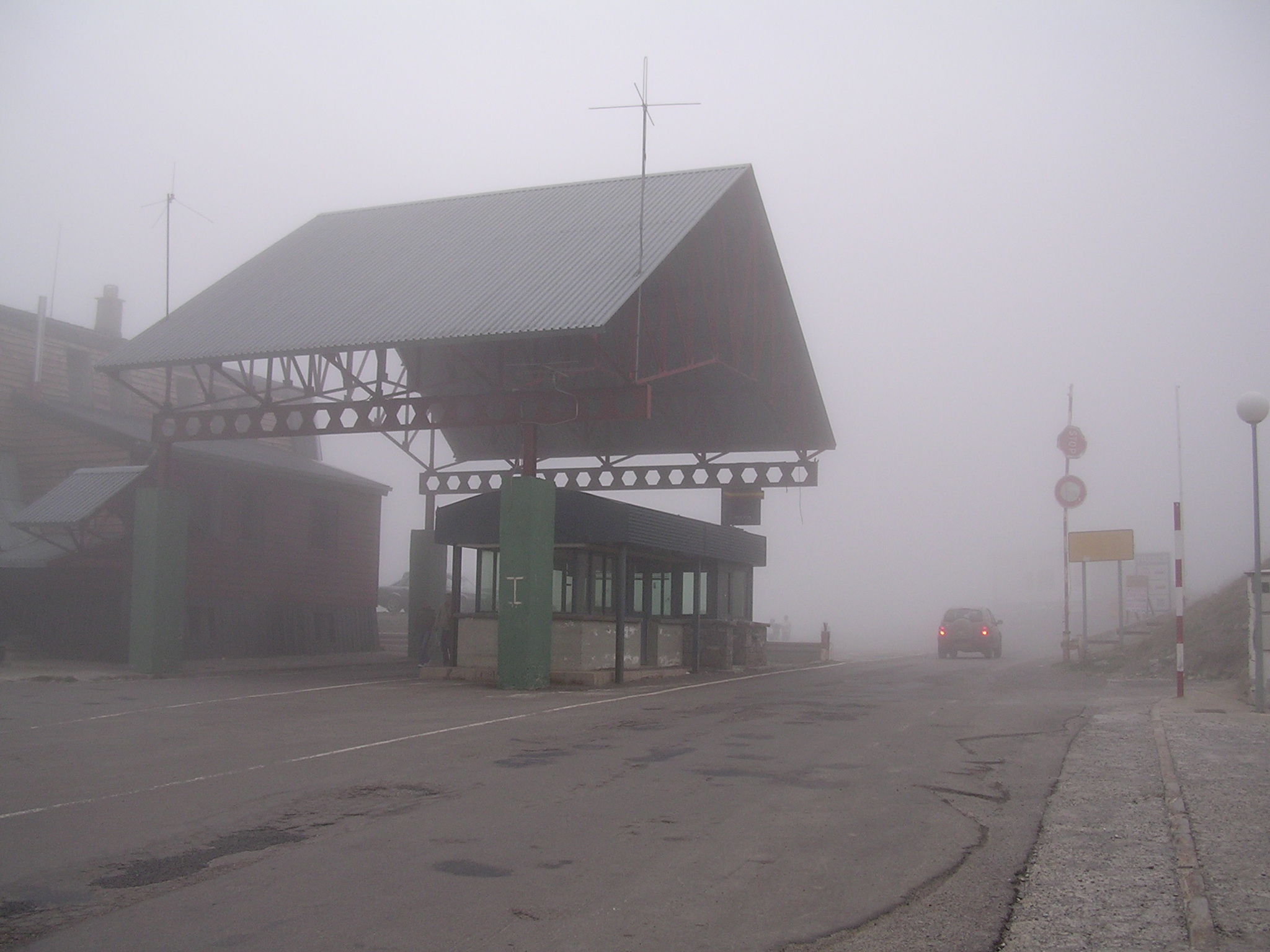
Paso fronterizo de Portalet d'Aneu.

La frontera con Francia es la segunda de mayor extensión: 656,3 km (32,30% del total). Se extiende al noreste de España. Está dividida en dos partes (las separa el Principado de Andorra). La primera parte transcurre por el País Vasco (Guipúzcoa), Navarra, Aragón (Huesca) y Cataluña (Lérida). La segunda parte continúa por Cataluña (Lérida y Gerona).
La frontera se extiende desde el océano Atlántico (mar Cantábrico) hasta el mar Mediterráneo. Los Pirineos actúan de frontera natural entre ambos países.

### Frontera con Andorra

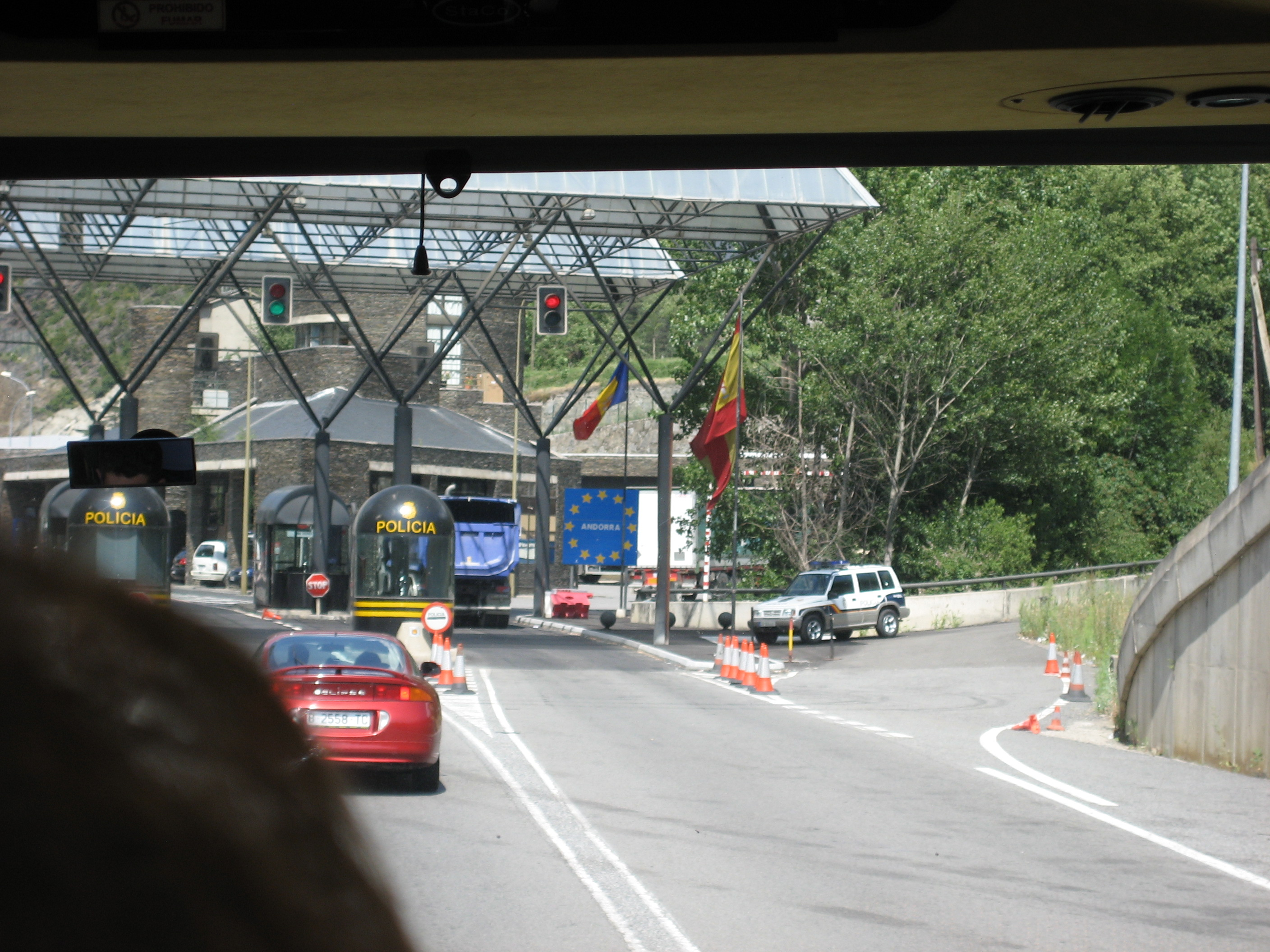
Paso fronterizo de La Farga de Moles.

La frontera con Andorra es la tercera de mayor extensión: 63,7 km (3,13% del total). Se extiende al noreste de España (en los Pirineos), en la provincia de Lérida (Cataluña). La frontera con Andorra separa en dos partes la frontera francesa, con la que forma la frontera norte de España.

### Frontera con Marruecos

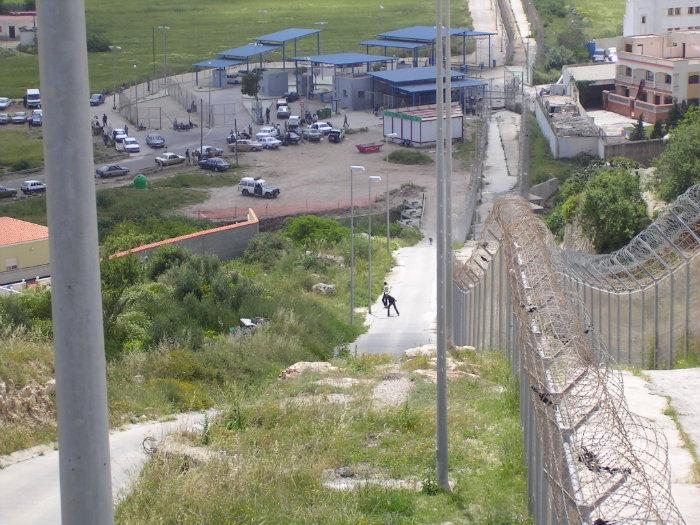
Paso fronterizo entre España y la zona neutral con Marruecos, en Melilla.

La frontera con Marruecos es la cuarta en extensión. En total son 19 km de fronteras en África (0,94% del total).
Las ciudades autónomas de Ceuta y Melilla no tienen oficialmente frontera[cita requerida] con Marruecos, sino con la tierra de nadie establecida entre los dos países en 1956. La única frontera reconocida[cita requerida] entre España y el reino alauita es la estrecha franja de tierra que separa el Peñón de Vélez de la Gomera del continente: 85 metros.

## Otros límites

### Límite con el Reino Unido

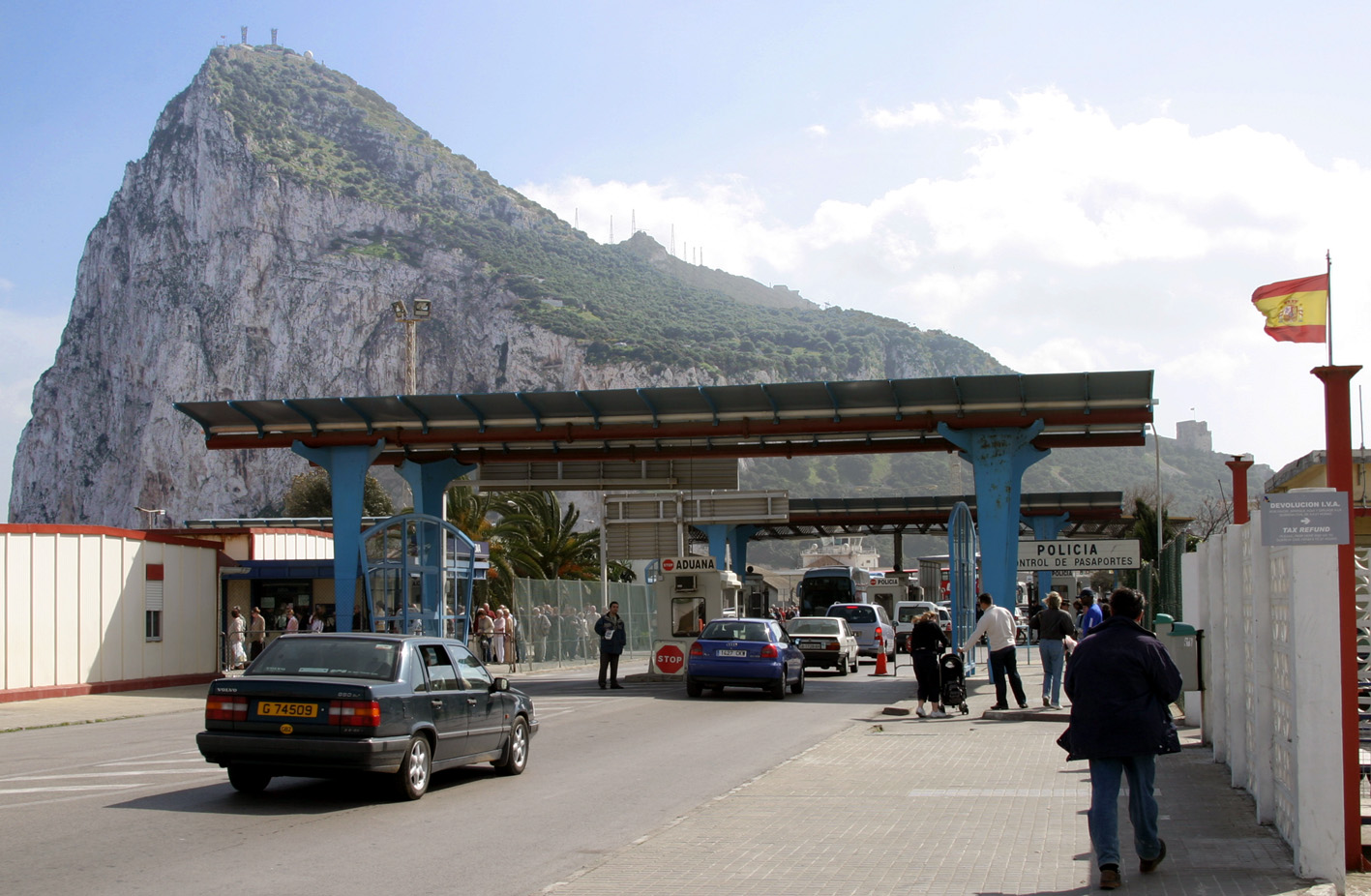
Límite entre La Línea de la Concepción y el istmo de Gibraltar

El límite con la colonia británica de Gibraltar tiene una extensión de 1,2 km (0,06 % del total). Desde el lado español oficialmente no se considera frontera, y se le llama verja, dado que España no reconoce la soberanía británica sobre el istmo. Por otro lado, la ciudad de Gibraltar es considerada por España como territorio en reclamación.

## Lista de pasos fronterizos españoles

### País VascoPaís Vasco

#### Provincia de Guipúzcoa
| Nombre                                             | Infraestructura                                                   |
| -------------------------------------------------- | ----------------------------------------------------------------- |
| Fuenterrabía-Hendaya                               | Paso fluvial en barco transfronterizo                             |
| Irún- Hendaya                                      | Ferrocarril convencional (una vía de ancho ibérico y otra de UIC) |
| Irún- Hendaya                                      | Ferrocarril de vía estrecha (Euskotren)                           |
| Irún- Hendaya (puente de Santiago)                 | Avenida de Iparralde (España) Avenue d'Espagne (Francia)          |
| Irún- Hendaya                                      | N-Ia D912                                                         |
| Behovia (Irún)-Béhobie (Urrugne) (vado de Behovia) | N-I N10                                                           |
| Behovia- Biriatou                                  | A-8 A 63 E-05 E-70 E-80                                           |

### NavarraNavarra

#### Provincia de Navarra
| Nombre | Infraestructura                   |
| --- | --------------------------------- |
| Vera de Bidasoa- Herboure (Urrugne) (Collado de Ibardín)                                                                                                  | NA-1310 D404                      |
| Vera de Bidasoa- Sare (Collado de Lizuniaga) | NA-4410 D406                      |
| Gorosurreta (Echalar)-Sare (Collado de Lizayeta) | NA-4400 D306                      |
| Errotaxaharrea (Baztán)-Garbala (Sare) (vado de Gure Ametsa)                                                                                              | Vía local                         |
| Behereko Benta (Baztán)-Harotxarenborda (Sare) (puente del Beherekobentako Erreka)                                                                        | Vía local                         |
| Gaineko Benta (Baztán)-Martienekoborda (Sare) (paso de Apalautegia o de Venta Berrouet)                                                                   | Vía local                         |
| Galtzagorri Benta (Baztán)- Lekaienborda (Sare) | Vía local                         |
| Loribenta (Baztán)-Etxegaraikoborda (Sare) | Vía local                         |
| Dancharinea (Urdax)-Dantxaria (Ainhoa) (paso del Lapitxuri)                                                                                               | N-121-B D20                       |
| Erratzu (Baztán)-Baigorri (Puerto de Izpegi) | NA-2600 D949                      |
| Eugi (Zubiri)- Urepel (Puerto de Urquiaga) | NA-138 D58                        |
| Pallaren Borda (Baztán)-Larrategia (Urepel) | Vía local (España) D158 (Francia) |
| Edarreta (Valcarlos)-Karrikaburua (Lasa) | Vía local                         |
| Barrio de Ventas de Pekotxeta (Valcarlos)- La Route d'Arnéguy (Arnéguy) (puente Norte -peatonal-)                                                         | Vía local (España) D933 (Francia) |
| Barrio de Ventas de Pekotxeta (Valcarlos)- La Route d'Arnéguy (Arnéguy) (puente Sur -tráfico rodado-, "puente de Mearinengo Pentze" o "puente de Ventas") | Vía local (España) D933 (Francia) |
| Pekotxeta (Valcarlos)-Arnéguy (puente Norte o Nuevo) | N-135 (carretera nueva) D933      |
| Pekotxeta (Valcarlos)-Arnéguy (puente Sur o Viejo) | N-135 (carretera vieja) D933      |
| Pantano de Irabia (Selva de Irati)- Egurguy (Lecumberry) (vado del Murgatzagi)                                                                            | Vía local                         |
| Izalzu- Larrau (puerto de Larrau) | NA-2011 D26                       |
| Valle de Belagua (Isaba)- Arette (collado de la Piedra de San Martín)                                                                                     | NA-1370 D132                      |

### AragónAragón

#### Provincia de Huesca
| Nombre                                                                     | Infraestructura |
| -------------------------------------------------------------------------- | --------------- |
| Canfranc-Forges d'Abel (Urdos)Túnel de Somport                             | N-330 N134 E-7  |
| Canfranc-Forges d'Abel (Urdos) Puerto de Somport                           | N-330a N134     |
| Formigal (Sallent de Gállego)-Pont de Camps (Laruns) frontera del Portalet | A-136 D934      |
| Hospital de Parzán (Bielsa)-Aragnouet (Túnel de Bielsa-Aragnouet)          | A-138 D929      |

### CataluñaCataluña

#### Provincia de Lérida
| Nombre                                                                                    | Infraestructura                     |
| ----------------------------------------------------------------------------------------- | ----------------------------------- |
| Bosost-Saint-Mamet y Bagnères-de-Luchon (Puerto del Portillón)                            | N-141 D618                          |
| Fos-Bausén (Puente del Rey, puente viejo)                                                 | N-230 N125                          |
| Fos-Bausén (Puente del Rey, puente nuevo)                                                 | N-230 N125                          |
| Tor (Alins)-Pal (La Masana) (Puerto de Cabús)                                             | Vía local (España) CG-4 (Andorra)   |
| Os de Civís-Bixessarri (San Julián de Loria)                                              | Vía local (España) CS-110 (Andorra) |
| Civís (Valles del Valira)-Fontaneda (San Julián de Loria) (Coll de la Gallina)            | Vía local (España) CS-111 (Andorra) |
| Arduix (Valles del Valira)-Sant Esteve-Mas d'Alins (San Julián de Loria) (paso de Arduix) | Vía local (España) CS-142 (Andorra) |
| Anserall y Seo de Urgel-San Julián de Loria (aduana de La Farga de Moles)                 | N-145 CG-1                          |

#### Provincia de Gerona
| Nombre                                                                                     | Infraestructura                                                  |
| ------------------------------------------------------------------------------------------ | ---------------------------------------------------------------- |
| La Fleca Vella (Puigcerdá)-La Vinyola (Enveitg)                                            | Vía local (España) D34 (Francia)                                 |
| Puigcerdá-Enveitg                                                                          | Ferrocarril internacional Barcelona-Francia por Puigcerdá        |
| Puigcerdá-Cámping L'Aiglon, despoblados de Les Arses y Pla del Mas (Ur) (puente de Llivia) | N-152 D68 (ruta neutral)                                         |
| Llivia-Despoblados de La Joncassa y La Prada de Càldegues (Ur)                             | N-152 D68 (ruta neutral)                                         |
| Llivia-Estavar (puente romano de Estauja)                                                  | Vía local                                                        |
| Llivia-Estavar                                                                             | Avinguda dels Països Catalans (España) Route de Llivia (Francia) |
| Gorguja (Llivia)-Ro (Sallagosa)                                                            | N-154 D33C                                                       |
| Puigcerdá-Bourg Madame                                                                     | N-152 N20 E-9                                                    |
| Age-Palau de Cerdanya (Osséja)                                                             | GIV-4037 D70a                                                    |
| Molló-Prats de Molló (collado de Ares)                                                     | C-38 D115                                                        |
| Tapis (Massanet de Cabrenys)-Coustouges (paso de Riumajor)                                 | GI-505 D3                                                        |
| La Bajol-Maureillas-las-Illas (collado de Manrella)                                        | GI-503 D13                                                       |
| El Portús (La Junquera)-Le Perthus                                                         | Línea de alta velocidad Perpiñán-Figueras                        |
| El Portús (La Junquera)-Le Perthus                                                         | N-II D900                                                        |
| El Portús (La Junquera)-Le Perthus                                                         | AP-7 A9 E-15                                                     |
| Espolla-Banyuls (collado de Banyuls)                                                       | Vía local                                                        |
| Portbou-Cerbère (collado de los Belitres)                                                  | N-260 D914                                                       |
| Portbou-Cerbère                                                                            | Ferrocarril convencional                                         |

### GaliciaGalicia

#### Provincia de Pontevedra
| Nombre                                                   | Infraestructura                                         |
| -------------------------------------------------------- | ------------------------------------------------------- |
| Arbo-Melgaço (aduana de Arbo-San Marcos)                 | PO-5003 N-1147                                          |
| Salvatierra de Miño-Monção                               | PO-510 N-202                                            |
| Tuy-Valença do Minho                                     | A-55 E-01 A3                                            |
| Tuy -Valença do Minho                                    | N-550 N 13                                              |
| Tuy -Valença do Minho                                    | Ferrocarril internacional Vigo-Tuy-Oporto               |
| Goián (Tomiño) -Vila Nova de Cerveira (Ponte da Amizade) | PO-550 E1 N-13                                          |
| Camposancos (La Guardia) -Caminha                        | Ferry transfronterizo de estuario Camposancos - Caminha |

#### Provincia de Orense
| Nombre | Infraestructura                       |
| --- | ------------------------------------- |
| Manzalvos (La Mezquita)-Antigua Aduana-Moimenta e Montouto (Vinhais)                                        | OU-311 EN 316                         |
| A Esculqueira (La Mezquita)-Quirás e Pinheiro Novo (Vinhais)                                                | Vía local (Galicia) - 509 (Portugal)  |
| Barxa (La Gudiña)-Quirás e Pinheiro Novo (Vinhais)                                                          | Vía local (Galicia) - 1001 (Portugal) |
| Soutochao (Villardevós)-São Vicente da Raia (Chaves)                                                        | OU-310 1053                           |
| Terroso (Villardevós)-São Vicente                                                                           | Vía local                             |
| Arzádegos (Villardevós)-Travancas                                                                           | Vía local                             |
| Mandín (Verín)-Lama de Arcos                                                                                | Vía local                             |
| Feces de Abajo (Verín)-Vila Verde da Raia (Chaves)                                                          | N-532 E-801 103-5                     |
| Rabal (Oimbra)-Vilarelho da Raia                                                                            | Vía local                             |
| San Cibrao (Oimbra)-Vilarelho da Raia                                                                       | Vía local                             |
| San Cibrao (Oimbra)-Cambedo (Chaves)                                                                        | Vía local                             |
| Videferre (Oimbra)-Soutelinho da Raia                                                                       | Vía local                             |
| A Xironda (Cualedro)-Vilar de Perdizes                                                                      | Vía local                             |
| A Xironda (Cualedro)-Santo André                                                                            | Vía local                             |
| Baltar (Baltar)-Montalegre                                                                                  | OU-304                                |
| Calvos de Randín-Tourém                                                                                     | OU-302 513                            |
| Guntumil (Muiños)-Tourém                                                                                    | Vía local                             |
| Requiás (Muiños) (paso do Xurés)-Pitões das Júnias                                                          | Vía local                             |
| Torneiros (Lobios)-Campo do Gerês (Terras de Bouro) (paso do Xurés / passo do Gerês), (paso de Riocaldo)    | OU-312 308-1                          |
| Manín (Lobios)-Lindoso (aduana de Buscalque)                                                                | N-540                                 |
| Guxinde (Entrimo)-Ameijoeira (Castro Laboreiro) (paso do Ameixüeira / passo da Ameijoeira)                  | OU-540 202-3                          |
| Xacebás (Quintela de Leirado)- Rodeiro, Queimadelo e Coriscadas (Castro Laboreiro) (paso da Portela do Pau) | Vía local                             |
| Padrenda-Alcobaça (Lamas de Mouro) (paso de Azoreira)                                                       | Vía local (Galicia) - 1138 (Portugal) |
| Cela de Arriba (Padrenda)-A-da-Velha (Fiães)                                                                | Vía local (Galicia) 1138-4 (Portugal) |
| Cela de Abaixo (Padrenda)-Congosta (Fiães)                                                                  | Vía local (Galicia) 1138-4 (Portugal) |
| A Embalsada (Padrenda)-A Balsada (Fiães)                                                                    | Vía local (Galicia) 1138 (Portugal)   |
| Ponte Barxas (Padrenda)-Cristoval (Melgaço)                                                                 | OU-410 301                            |
| Acivido (Padrenda)-A Cevide (Melgaço) (paso do vao de Acivido / passo do váu da Cevide)                     | Vía local                             |

### Castilla y LeónCastilla y León

#### Provincia de Zamora
| Nombre                                                                               | Infraestructura                               | Infraestructura  | Estado      |                  |             |
| ------------------------------------------------------------------------------------ | --------------------------------------------- | ---------------- | ----------- | ---------------- | ----------- |
| Nombre                                                                               | Calabor-França (Braganza) (ponte das Porfías) | ZA-925           | Estado      | N 103-7 ( IP 2 ) | En servicio |
| Rihonor de Castilla-Río de Onor                                                      | ZA-921                                        | N 308            | En servicio |                  |             |
| Riomanzanas-Guadramil (Braganza)                                                     | ZA-P-2438                                     | N 308            | En obras    |                  |             |
| Villarino de Manzanas-Petisqueira (Deilão)                                           | Vía local                                     | M 1039           | En obras    |                  |             |
| San Martín del Pedroso (Trabazos)-Quintanilha (Braganza) (carretera Zamora-Braganza) | N-122 E-82 ( A-11 )                           | IP 4 E82 ( A 4 ) | En servicio |                  |             |
| Villarino Tras la Sierra (Trabazos)-Vale de Frades                                   | ZA-V-2425                                     | M 542            | En servicio |                  |             |
| Alcañices-Avelanoso (paso de Tres Marras)                                            | ZA-L-2440                                     | M 546            | En servicio |                  |             |
| Moveros-Constantim (paso de La Luz)                                                  | ZA-L-2435                                     | M 1201           | En servicio |                  |             |
| Brandilanes-Ifanes                                                                   | ZA-L-2433                                     | M 542            | En servicio |                  |             |
| Castro de Alcañices-Paradela                                                         | ZA-L-2432                                     | M 542-1          | En servicio |                  |             |
| Torregamones-Miranda do Douro                                                        | ZA-324                                        | N 218            | En servicio |                  |             |
| Fermoselle-Bemposta                                                                  | CL-527                                        | N 221-7          | En servicio |                  |             |

NOTA: Los identificadores entre paréntesis indican carreteras en construcción o la nueva denominación que adoptara la carretera en el futuro.

#### Provincia de Salamanca
| Nombre                                                                | Infraestructura                                                                                 |
| --------------------------------------------------------------------- | ----------------------------------------------------------------------------------------------- |
| Salto de Saucelle-Freixo de Espada à Cinta                            | SA-590                                                                                          |
| La Fregeneda-Barca de Alba                                            | CL-517 N-221                                                                                    |
| La Fregeneda-Barca de Alba                                            | Ferrocarril internacional de Salamanca a Portugal por La Fregeneda y Barca de Alba (abandonado) |
| La Bouza-Escarigo                                                     | Vía local                                                                                       |
| Aldea del Obispo-Vale da Mula (paso del Real Fuerte de la Concepción) | SA-V-49                                                                                         |
| Fuentes de Oñoro-Vilar Formoso                                        | N-620 E-80 A-62 IP5                                                                             |
| Fuentes de Oñoro-Vilar Formoso                                        | SA-CV-41 332                                                                                    |
| Fuentes de Oñoro-Vilar Formoso                                        | Ferrocarril internacional de Salamanca a Portugal por Fuentes de Oñoro y Vilar Formoso          |
| La Alamedilla-Batocas (Nave de Haver)                                 | Vía local                                                                                       |
| La Alberguería de Argañán-Aldeia da Ponte                             | SA-L-200                                                                                        |
| Navasfrías-Lajeosa                                                    | CV-148                                                                                          |
| Navasfrías-Aldeia do Bispo                                            | Vía local                                                                                       |
| Navasfrías-Foios                                                      | Vía local                                                                                       |

### ExtremaduraExtremadura

#### Provincia de Cáceres
| Nombre                                                 | Infraestructura                                                           |
| ------------------------------------------------------ | ------------------------------------------------------------------------- |
| Valverde del Fresno-Penamacor                          | EX-205                                                                    |
| Zarza la Mayor-Monfortinho (paso de las Termas)        | CC-230                                                                    |
| Zarza la Mayor-Salvaterra do Extremo (paso de Eljas)   | Vía local                                                                 |
| Piedras Albas-Segura (puente romano de Segura)         | EX-207 N-355                                                              |
| Cedillo-Montalvão (presa de Cedillo)                   | EX-375                                                                    |
| Valencia de Alcántara-Beirã (puente del Sesmo)         | Ferrocarril internacional de Cáceres a Portugal por Valencia de Alcántara |
| La Fontañera- Galegos (Santo António das Areias)       | CV-98 EN-246-1                                                            |
| Valencia de Alcántara- Marvão (aduana de Puerto Roque) | N-521 EN-246-1                                                            |

#### Provincia de Badajoz
| Nombre                                                                         | Infraestructura                                          |
| ------------------------------------------------------------------------------ | -------------------------------------------------------- |
| La Rabaza (La Codosera)-Rabaça (Marvão)                                        | N-521 EN-246-1                                           |
| El Marco (La Codosera)-Marco (Portalegre) (paso de Abrilongo)                  | BA-5006 1106                                             |
| El Marco (La Codosera)-Monte da Mina, Marco (Portalegre) (puente del Marco)    | Vía local                                                |
| El Marco (La Codosera)-Marco (Portalegre)                                      | BA-5006 1106                                             |
| Alburquerque-Campomayor (por el Puerto de la Barrosa y el Hito de la Dehesiña) | BA-5002                                                  |
| Badajoz-Campomayor (aduanas de Campomayor)                                     | BA-5012                                                  |
| Badajoz-Elvas                                                                  | Ferrocarril internacional de Madrid a Lisboa por Badajoz |
| Badajoz-Elvas (puente José Saramago, aduana de Caya)                           | A-5 E-90 A6                                              |
| Olivenza-Elvas                                                                 | EX-105 511                                               |
| Villanueva del Fresno-Mourão (aduana de Villanueva)                            | EX-107 N-126                                             |
| Valencia del Mombuey-Amareleja                                                 | BA-V-2122                                                |

### AndalucíaAndalucía

#### Provincia de Huelva
Paymogo-São Marcos (puente sobre el río Chanza inaugurado en 2012)|| HU-4700 
| Nombre                                                         | Infraestructura                                                         |
| -------------------------------------------------------------- | ----------------------------------------------------------------------- |
| Encinasola-Barrancos (paso de Pedro Miguel)                    | C-439                                                                   |
| Rosal de la Frontera-Vale de Grou (Sobral da Adiça)            | Vía local                                                               |
| Rosal de la Frontera-Vila Verde de Ficalho                     | N-433 N-260 IP8                                                         |
| El Granado-Mértola (presa del Chanza)                          | Vía local                                                               |
| Sanlúcar de Guadiana-Alcoutín (aduana de Sanlúcar de Guadiana) | Paso fluvial en barco transfronterizo                                   |
| Ayamonte-Castro Marim                                          | E-1 A-49 E01 A 22 IP1                                                   |
| Ayamonte-Vila Real de Santo António (aduana de Ayamonte)       | Ferry transfronterizo de estuario Ayamonte - Vila Real de Santo António |

#### Provincia de Cádiz
| Nombre                                                   | Infraestructura                                     |
| -------------------------------------------------------- | --------------------------------------------------- |
| La Línea de la Concepción-Gibraltar (Verja de Gibraltar) | N-351 (España) Winston Churchill Avenue (Gibraltar) |

### CeutaCeuta
| Nombre                                                            | Infraestructura                   |
| ----------------------------------------------------------------- | --------------------------------- |
| Benzú-Beliones (paso de Cabililla)                                | N-354 (España) P-4703 (Marruecos) |
| Ceuta-Castillejos (Fnideq, الفنيدق) -paso fronterizo del Tarajal- | N-352 (España) P-28 (Marruecos)   |

### MelillaMelilla
| Nombre                                                                    | Infraestructura                             |
| ------------------------------------------------------------------------- | ------------------------------------------- |
| Melilla-Beni Ensar (Bin Anşār, بن انصار ) (paso fronterizo de Beni Ensar) | Avenida de Europa (España) P-19 (Marruecos) |
| Melilla-Haddú (حدّو) (paso fronterizo peatonal del "Barrio Chino")         | ML-105 (España) Vía local (Marruecos)       |
| Melilla-Farhana (فرحانة) (paso fronterizo de Sidi Guariach)               | ML-101 (España) Vía local (Marruecos)       |
| Melilla-Idoudouhen (ادودوحان) (paso de Mariwari)                          | ML-300 (España) Vía local (Marruecos)       |

## Otros puestos fronterizos
Además de la lista anterior, son puestos fronterizos españoles todos los puertos y aeropuertos que la ley declara como de interés general, y que desarrollan actividad comercial o militar con otros Estados.